# Klein Stresow
Klein Stresow  ist ein Ortsteil der Stadt Putbus im Landkreis Vorpommern-Rügen in Mecklenburg-Vorpommern.

## Geografie und Verkehrsanbindung
Das Feriendorf Klein Stresow liegt östlich der Kernstadt Putbus und östlich von Groß Stresow ganz am östlichen Rand des Stadtgebietes von Putbus. Unweit nördlich verläuft die Landesstraße 29 und etwas weiter entfernt nördlich die B 196. Das Naturschutzgebiet Quellsumpf Ziegensteine bei Groß Stresow liegt östlich.